# Sagy (Valle del Oise)
 Sagy  es una población y comuna francesa, en la región de Isla de Francia, departamento de Valle del Oise, en el distrito de Pontoise y cantón de Vigny.

## Demografía
| 648 | 636 | 638 | 729 | 662 | 698 | 684 | 627 | 559 | 602 | 600 | 620 | 533 | 523 | 514 | 480 | 483 | 453 | 425 | 400 | 356 | 414 | 399 | 382 | 373 | 464 | 546 | 539 | 750 | 969 | 1096 | 1127 |
| Para los censos de 1962 a 1999 la población legal corresponde a la población sin duplicidades (Fuente: INSEE [Consultar]) |     |     |     |     |     |     |     |     |     |     |     |     |     |     |     |     |     |     |     |     |     |     |     |     |     |     |     |     |     |      |      |